# Муонионалуста
Муонионалуста (произносится фин. ˈmuo̯nionˌɑlustɑ, швед. mʉˈǒːnɪɔnalːɵsta) — железный метеорит группы IVA-Of, классифицированный как октаэдрит. Был обнаружен в северной части Скандинавии к западу от границы Швеции и Финляндии, возраст находки оценивается в один миллион лет.
Первый фрагмент метеорита Муонионалуста был найден в 1906 году вблизи деревни Киткиёярви. На текущий момент известно около сорока фрагментов, обнаруженных на участке размером 25×15 километров в коммуне Паяла (Норрботтен) примерно в 140 километрах к северу от Северного полярного круга.
Метеорит был впервые описан в 1910 году профессором А. Г. Хёгбом, который назвал его в честь местечка Муонионалуста на реке Муониоэльвен. В 1948 году был подробно изучен профессором Йораном Мальмквистом. Муонионалуста, вероятно, один самых древнейших известных метеоритов (4,5653 ± 0,0001 млрд лет), знаменует собой первое появление стишовита в железных метеоритах.

## Описание
В 1906 году детьми вблизи деревни Киткиёярви был найден ржавый объект, который геолог Арвид Хёгбом в 1910 году идентифицировал как железный метеорит и дал название Муонионалуста. Последующие находки были изолированы территорией деревень Киткиёярви и Киткиёйоки, но некоторые из них были удалены от компактного залегания на десятки километров к северу, что, вероятно, связано с перемещением фрагментов покровным ледником. Местность, где были обнаружены фрагменты метеорита, преимущественно холмистая, сложена гнейсами и гранитогнейсами архея и раннего протерозоя и перекрыта четвертичными флювиогляциальными отложениями.

## Галерея

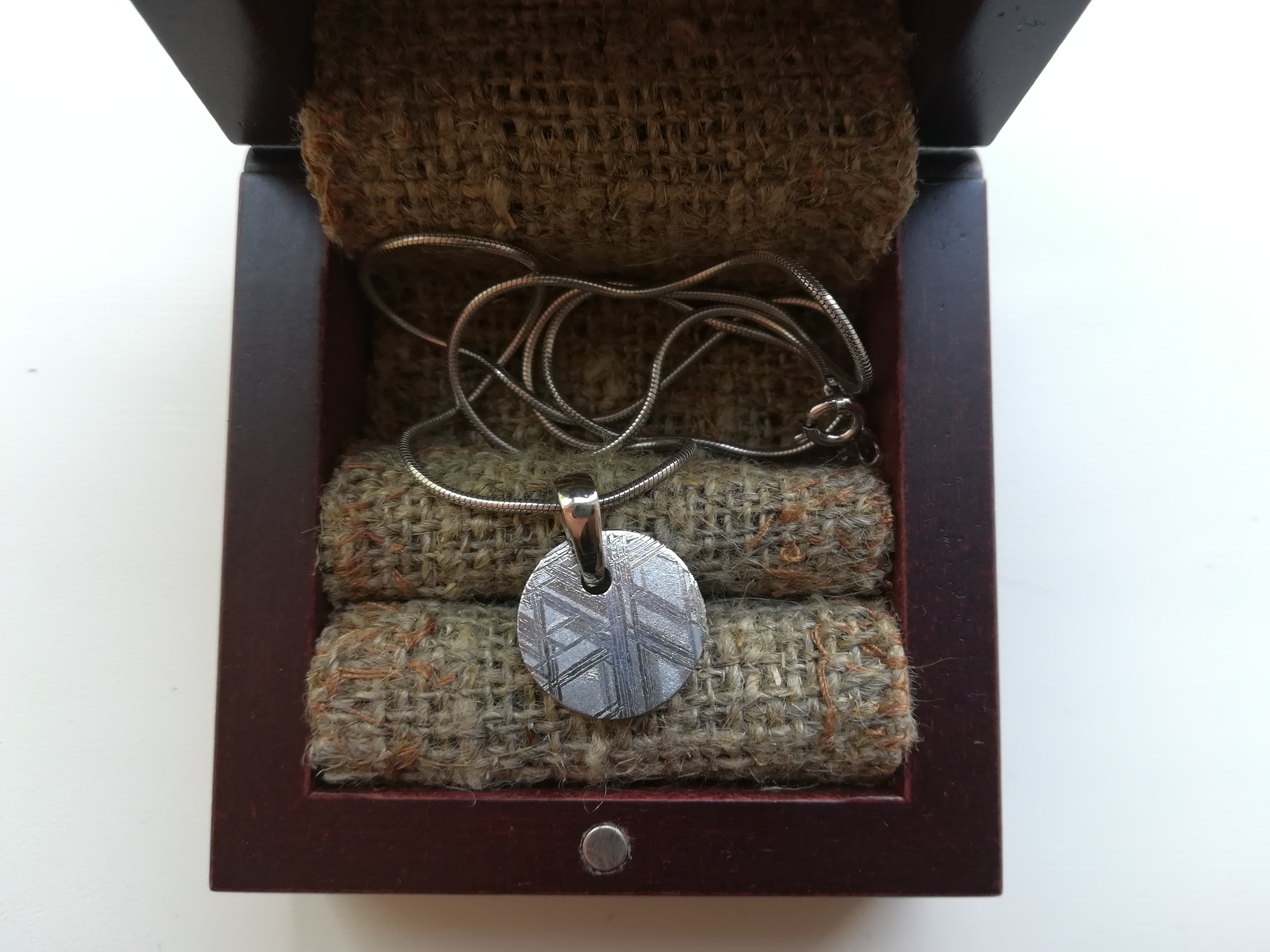
Подвеска с фрагментом метеорита на серебряной цепочке
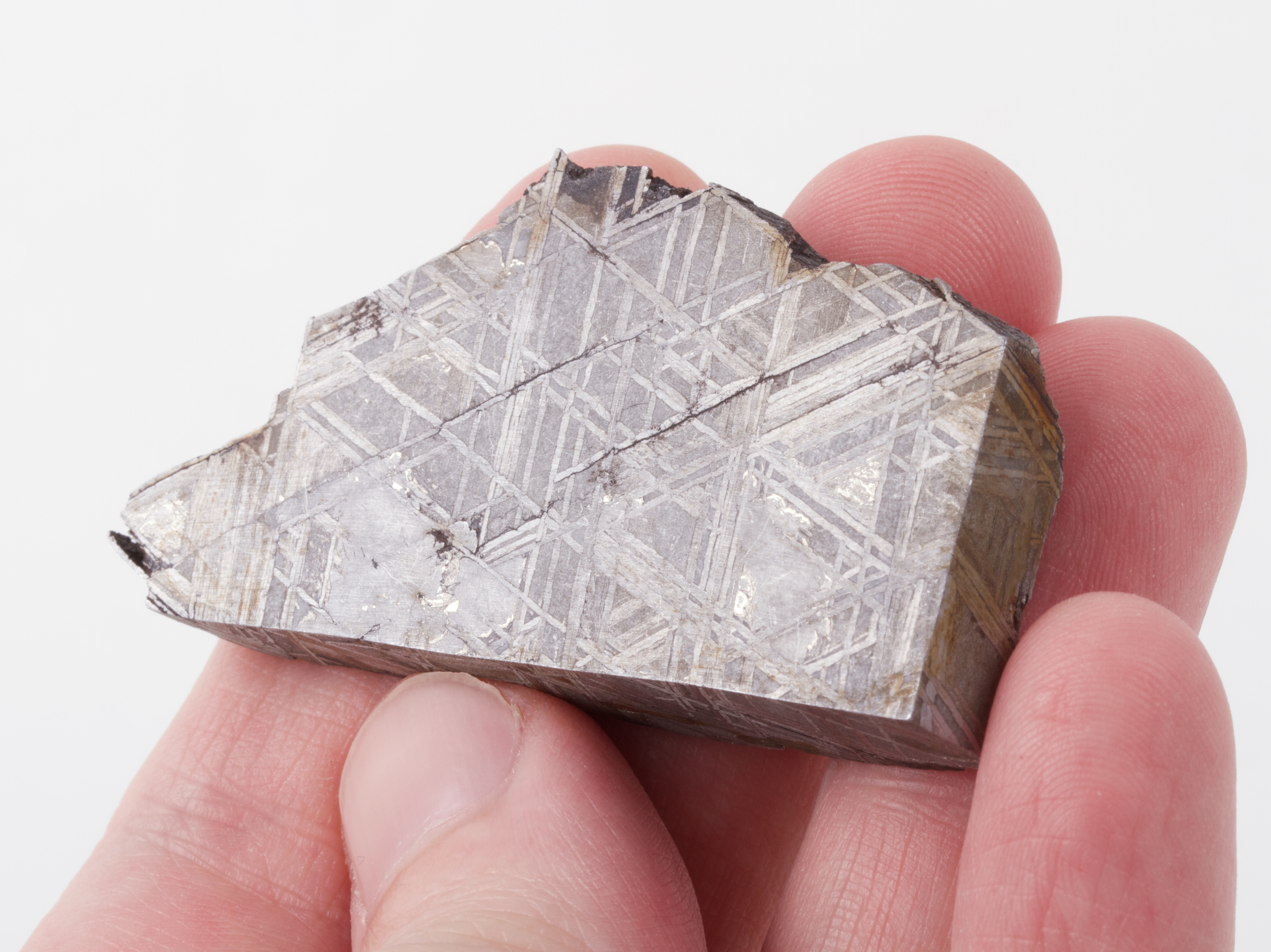
Фрагмент метеорита с хорошо заметной видманштеттеновой структурой